# HD 65551
HD 65551 (nota anche come N Puppis) è una stella bianco-azzurra nella sequenza principale di magnitudine 5,07 situata nella costellazione della Poppa. Dista 1284 anni luce dal sistema solare.

## Osservazione
Si tratta di una stella situata nell'emisfero celeste australe. La sua posizione moderatamente australe fa sì che questa stella sia osservabile specialmente dall'emisfero sud, in cui si mostra alta nel cielo nella fascia temperata; dall'emisfero boreale la sua osservazione risulta invece più penalizzata, specialmente al di fuori della sua fascia tropicale. La sua magnitudine pari a 5,1 fa sì che possa essere scorta solo con un cielo sufficientemente libero dagli effetti dell'inquinamento luminoso.
Il periodo migliore per la sua osservazione nel cielo serale ricade nei mesi compresi fra dicembre e maggio; nell'emisfero sud è visibile anche all'inizio dell'inverno, grazie alla declinazione australe della stella, mentre nell'emisfero nord può essere osservata limitatamente durante i mesi della tarda estate boreale.

## Caratteristiche fisiche
La stella è una bianco-azzurra nella sequenza principale; possiede una magnitudine assoluta di -2,91 e la sua velocità radiale positiva indica che la stella si sta allontanando dal sistema solare.

## Sistema stellare
HD 65551 è un sistema multiplo formato da 3 componenti. La componente principale A è una stella di magnitudine 5,07. La componente B è di magnitudine 14,0, separata da 10,0 secondi d'arco da A e con angolo di posizione di 037 gradi. La componente C è di magnitudine 14,5, separata da 22,7 secondi d'arco da A e con angolo di posizione di 087 gradi.